# Salvatore Schillaci
Pour les articles homonymes, voir Schillaci.
Salvatore Schillaci, appelé aussi Totò Schillaci, est un footballeur italien, né le 1er décembre 1964 à Palerme et mort dans cette même ville le 18 septembre 2024.
En 1990, l'attaquant remporte la Coupe d'Italie et la Coupe UEFA avec la Juventus. Il prend part à la Coupe du monde 1990, que l'équipe d'Italie dispute à domicile. Schillaci est sacré meilleur joueur et meilleur buteur de ce tournoi, l'Italie obtient la 3e place. Durant sa carrière, il a joué dans quatre clubs, le FC Messine, puis la Juventus, l'Inter Milan et enfin le club japonais du Júbilo Iwata.

## Carrière

### En club
Né dans une famille d'origine modeste, Salvatore Schillaci, surnommé Totò, se passionne dès son plus jeune âge pour le football, qu'il pratique d'abord sur des terrains improvisés dans les rues de son quartier. Schillaci débute dans l'équipe amateure de l'AMAT Palermo. Il signe au FC Messine en 1982 et passe sept saisons dans le club sicilien, qui évolue alors en 3e division. Le club est promu en 2e division à l'issue de la saison 1985-1986.
En 1989, il est transféré à la Juventus et fait ses débuts dans le championnat d'Italie. Au cours de la saison 1989-1990, Schillaci inscrit 15 buts en championnat et le club turinois, alors entraîné par Dino Zoff, remporte la Coupe d'Italie et la Coupe UEFA. Après trois saisons passées à Turin, Schillaci est recruté par l'Inter Milan en 1992. En concurrence avec Dennis Bergkamp et Ruben Sosa, l'attaquant italien subit de nombreuses blessures et, après deux saisons difficiles, rejoint l'équipe du Júbilo Iwata. Il est le premier joueur italien à évoluer dans le championnat du Japon, entre 1994 et 1997, où il inscrit 56 buts en 78 matchs disputés avec le Júbilo.

### En équipe d'Italie
Remarqué pour ses performances avec la Juve, Salvatore Schillaci fait ses débuts en équipe d'Italie quelques mois avant l'ouverture de la Coupe du monde 1990, lors d'un match face à la Suisse. L'attaquant fait partie des 22 joueurs italiens sélectionnés par Azeglio Vicini pour le tournoi et entame la compétition en tant que remplaçant. Le 9 juin, durant le premier match disputé par l'Italie face à l'Autriche, Schillaci entre en jeu à la place d'Andrea Carnevale et inscrit le but de la victoire de la tête, sur son premier ballon. Il entre de nouveau face aux États-Unis, sans marquer. Azeglio Vicini titularise Schillaci et Roberto Baggio pour le match face à la Tchécoslovaquie le 19 juin. L'Italie l'emporte 2-0, Schillaci inscrivant le premier but, toujours de la tête, et Baggio le second. Grâce à cette victoire, les Azzurri terminent premiers de leur groupe. Schillaci est toujours associé à Baggio lors du 8e de finale entre l'Italie et l'Uruguay le 25 juin. Les Italiens l'emportent 2-0, sur des buts de Schillaci et Aldo Serena, et se qualifient pour les quarts de finale. Schillaci inscrit le but de la victoire face à l'équipe d'Irlande le 30 juin, en reprenant un ballon relâché par le gardien, à la suite d'un tir de Roberto Donadoni. La demi-finale entre l'Italie et l'Argentine est disputée au Stadio San Paolo de Naples le 3 juillet. Le public est partagé entre son équipe nationale et le soutien à l'Argentin Diego Maradona, qui évolue alors au SSC Naples. Le sélectionneur italien décide cette fois d'associer Gianluca Vialli à Schillaci. Celui-ci ouvre le score dès la 17e minute après une action menée par Giuseppe Giannini. L'Argentine égalise en seconde période par Claudio Caniggia, et l'emporte lors de la séance de tirs au but. L'Italie dispute le match pour la 3e place face à l'Angleterre le 7 juillet, avec un duo d'attaque composé de Salvatore Schillaci et Roberto Baggio. Ce dernier ouvre le score et obtient un penalty, qu'il proposera à Schillaci de tirer. Ce sixième but lui permet de devenir le meilleur buteur du tournoi,. Il est sélectionné pour la dernière fois en septembre 1991, à l'occasion d'un match face à la Bulgarie.

### Une carrière éphémère
De l'aveu même de Toto Schillaci, il n'aura brillé qu'un temps bref : « Ma carrière, d’une certaine manière, a duré trois semaines. Mais je ne les échangerais pour rien au monde contre des titres. » Il ne marque plus en club et perd sa place en équipe d'Italie. Son passage à l'Inter ne dure pas et part au Japon, avant de prendre sa retraite, à 33 ans. Giampiero Boniperti, qui fut président d'honneur de la Juventus de 1971 à 1990, considérait Toto Schillaci comme l'héritier d'une autre star du sud de l'Italie, Pietro Anastasi. 
Salvatore Schillaci est resté dans le milieu sportif en gérant plus tard le centre sportif "Louis Ribolla" à Palerme, pour aider par le sport les enfants des quartiers les plus difficiles.
Il meurt le 18 septembre 2024 à l'âge de 59 ans, d'un cancer colorectal contre lequel il luttait depuis plusieurs années.

## Vie personnelle
Salvatore Schillaci s'est marié à Barbara Lombardo le 18 juin 2012 à la villa Niscemi à Palerme. Ils s'étaient rencontrés en 2002. Barbara Lombardo est née en 1975 et exerce la profession de prothésiste dentaire. Ils ont participé ensemble à l'émission Pechino Express, diffusée en 2023. Salvatore Schillaci a été précédemment marié avec Rita Bonaccorso. Il est père de trois enfants : Jessica et Mattia, nés de son union avec Rita Bonaccorso, et Nicole, née d'une précédente union,,. Mattia est né le 15 juin 1990, six jours après son premier but lors de la coupe du monde 1990. Cinq buts suivront après sa naissance durant cette coupe du monde. 
Après avoir mis un terme à sa carrière, Salvatore Schillaci a ouvert une école de football à Palerme. En 2003 paraît Ragazzi di latta. Totò Schillaci si racconta, son autobiographie écrite avec Benvenuto Caminiti. L'année suivante, il participe à l'émission L'isola dei famosi, version italienne de l'émission de télé réalité Celebrity Survivor. Il a été également consultant sur la chaîne italienne Rai Due.

## Palmarès
- Avec la Juventus :
  - Vainqueur de la Coupe UEFA 1989-1990.
  - Vainqueur de la Coupe d'Italie en 1990.
- Avec l'Équipe d'Italie :
  - 3e de la Coupe du monde en 1990.

## Récompenses individuelles
- Il reçoit le Ballon d'or Adidas et le Soulier d'or Adidas récompensant respectivement le meilleur joueur et le meilleur buteur de la Coupe du monde 1990 (6 buts).

## Distinctions
- Chevalier de l'ordre du Mérite de la République italienne en 1991[19].
- Onze d'argent en 1990.